# Bożki (obwód brzeski)
Bożki (biał. Бажкі, Bażki; ros. Божки, Bożki) – wieś na Białorusi, w obwodzie brzeskim, w rejonie lachowickim, w sielsowiecie Nowosiółki.

## Historia
W XIX i w początkach XX w. położone były w Rosji, w guberni mińskiej, w powiecie nowogródzkim, w gminie Darewo.
W dwudziestoleciu międzywojennym leżały w Polsce, w województwie nowogródzkim, w powiecie baranowickim, w gminie Darewo. W 1921 miejscowość liczyła 172 mieszkańców, zamieszkałych w 30 budynkach, w tym 167 Białorusinów i 5 Polaków. 162 mieszkańców było wyznania prawosławnego i 10 rzymskokatolickiego.
Po II wojnie światowej w granicach Związku Sowieckiego. Od 1991 w niepodległej Białorusi.